# Test di Lucas-Lehmer
Il test di Lucas-Lehmer è una verifica della primalità dei primi di Mersenne. In sintesi, per {\displaystyle p} numero primo, detto {\displaystyle M_{p}=2^{p}-1} il {\displaystyle p}-esimo numero di Mersenne, esso è primo se e solo se divide {\displaystyle L_{p-1}}, dove {\displaystyle L_{n}} è l'n-esimo termine della successione definita ricorsivamente come:
{\displaystyle L_{n+1}=L_{n}^{2}-2}
a partire da  
{\displaystyle L_{1}=4}
Il test è stato sviluppato originariamente dal matematico Édouard Lucas nel 1870 e semplificato da Derrick Norman Lehmer nel 1930. Il test è talmente rapido e facile da programmare, che nel 1978 due studenti delle superiori dimostrarono che il numero di Mersenne {\displaystyle 2^{21701}-1} è primo, battendo il precedente record del più grande numero primo allora conosciuto.
È possibile anche un'ottimizzazione nel tempo di calcolo, per poter trattare numeri maggiori, dato che {\displaystyle L_{n}} cresce molto velocemente, all'aumentare di {\displaystyle n}, per diventare presto intrattabile. Si può sostituire, alla successione precedente, quella specifica per il numero da verificare {\displaystyle M_{n}}, ricavata come segue:
{\displaystyle L_{n+1}\equiv (L_{n}^{2}-2)\,\operatorname {mod} \,M_{p}}
dove mod è il modulo, ossia il resto della divisione per {\displaystyle M_{p}}. Questa successione ha però lo svantaggio di essere utile solo per i numeri di Mersenne minori o uguali a {\displaystyle M_{p}}.

## Enunciato
Sia p un numero primo. Il corrispondente numero di Mersenne {\displaystyle M_{p}=2^{p}-1} è primo se e solo se:
{\displaystyle L_{p-1}\equiv 0\,\operatorname {mod} \,M_{p}}

## Osservazione
Non è restrittivo considerare i numeri di Mersenne {\displaystyle M_{p}} con {\displaystyle p} primo anziché {\displaystyle M_{n}} con {\displaystyle n} numero naturale. Si dimostra infatti che se {\displaystyle n} è composto, allora anche {\displaystyle M_{n}} lo è.

## Dimostrazione
Per la sufficienza: siano {\displaystyle u=2+{\sqrt {3}}} e {\displaystyle v=2-{\sqrt {3}}}. È facile allora mostrare per induzione che 
{\displaystyle L_{n}=u^{2^{n-1}}+v^{2^{n-1}}}
Poiché {\displaystyle M_{p}} divide {\displaystyle L_{p-1}}, esiste un intero {\displaystyle R} tale che
{\displaystyle L_{p-1}=R\,M_{p}}
ossia
{\displaystyle u^{2^{p-2}}+v^{2^{p-2}}=R\,M_{p}}
Moltiplicando per  {\displaystyle u^{2^{p-2}}}, ottengo 
{\displaystyle 1)\,\,\,\,\,u^{2^{p-1}}=R\,M_{p}u^{2^{p-2}}-1}
Elevando al quadrato
{\displaystyle 2)\,\,\,\,\,u^{2^{p}}=\left(R\,M_{p}u^{2^{p-2}}-1\right)^{2}}
Procediamo per assurdo. Supponiamo che {\displaystyle M_{p}} sia composto e prendiamo un suo divisore d minore della sua radice quadrata. 
Sia G il gruppo dei numeri nella forma {\displaystyle \left(a+b{\sqrt {3}}\right)\,\operatorname {mod} \,d} che sono anche invertibili: G ha al più {\displaystyle d^{2}-1} elementi. Se riscriviamo la 1 e la 2 modulo d, otteniamo {\displaystyle u^{2^{p-1}}\equiv -1\,\operatorname {mod} \,d} e {\displaystyle u^{2^{p}}\equiv 1\,\operatorname {mod} \,d} rispettivamente. Quindi  u è un elemento di G di periodo {\displaystyle 2^{p}}. Dato che il periodo di un elemento può al massimo essere pari al numero degli elementi del gruppo, abbiamo la seguente disuguaglianza
{\displaystyle 2^{p}\leq d^{2}-1<M_{p}=2^{p}-1}
Dato che abbiamo una contraddizione, {\displaystyle M_{p}} non ha divisori, e dunque è primo.